# باولو موريتي
باولو موريتي (بالإيطالية: Paolo Moretti)‏ مواليد 30 يونيو 1970 في أريتسو، هو مدرب كرة سلة إيطالي ولاعب معتزل. بدأ مسيرته الاحترافية في سنة 1988. يدرب بالاكانسترو فاريزي. يبلغ طوله 6 قدم 6.74 بوصة (2.0 م). حقق المركز الثاني في بطولة أمم أوروبا لكرة السلة 1997. اعتزل اللعب في 2000.

## المسيرة الاحترافية
لعب مع سكاليجيرا باسكت فيرونا من سنة 1988 إلى 1992، ثم لعب مع فيرتوس بالاكانسترو بولونيا من سنة 1992 إلى 1996، ثم لعب مع فورتيتودو بولونيا في الدوري الإيطالي في موسم 1997–1998، ثم لعب مع منز سانا 1871 باسكت في موسم 1998–1999، ثم لعب مع روزيتو شاركز في الدوري الإيطالي في موسم 1999–2000.

## الميداليات
| الميدالية | المسابقة                         |
| --------- | -------------------------------- |
| فضية      | بطولة أمم أوروبا لكرة السلة 1997 |

## روابط خارجية
- باولو موريتي على موقع الاتحاد الدولي لكرة السلة (الإنجليزية)
- باولو موريتي على موقع بروبوليرز (الإنجليزية)
- باولو موريتي على موقع سبورتس رفرنس (الإنجليزية)